# Hister fungicola
Hister fungicola är en skalbaggsart som beskrevs av Schaeffer 1912. Hister fungicola ingår i släktet Hister och familjen stumpbaggar. Inga underarter finns listade i Catalogue of Life.